# Christian Jürgensen Thomsen
Christian Jürgensen Thomsen (Copenaghen, 29 dicembre 1788 – 21 maggio 1865) è stato un archeologo danese.

## Biografia
Nel 1816 fu nominato a capo della commissione regia per la raccolta e la conservazione delle antichità nazionali danesi, che aveva come scopo la creazione di un museo nazionale danese delle antichità nordiche, come auspicato dal suo predecessore, [[Rasmus Nyerup]].
Nel 1819 venne inaugurato il museo (oggi Museo Nazionale Danese di Copenaghen), di cui Thomsen fu il primo curatore.
Negli anni successivi compì studi archeologici e preistorici, in seguito ai quali divise i manufatti del museo nazionale in tre periodi: della Pietra, del Bronzo e del Ferro secondo il sistema di classificazione (formulato per la prima volta da Nicolas Mahudel e già conosciuto in Germania) noto successivamente come il sistema delle tre età.
Nel 1836 Thomsen inserì il sistema delle tre età nel catalogo del museo, Ledetraad til Nordisk Oldkyndighed. Fu la prima pubblicazione assoluta in cui apparve tale sistema di classificazione. In essa Thomsen illustrò i criteri che aveva utilizzato per ordinare in senso cronologico le collezioni, basandosi sul materiale in cui erano stati prodotti i manufatti da taglio.